# Marchesinia mackaii
Marchesinia mackaii là một loài Rêu trong họ Lejeuneaceae. Loài này được Gray mô tả khoa học đầu tiên..